# Бегущий индеец
«Бегущий индеец» (англ. The Indian Runner, другие варианты перевода — «Индеец-гонец», «Индеец-беглец») — американский художественный фильм 1991 года, дебютная режиссёрская работа Шона Пенна. Сценарий к фильму был написан также Шоном Пенном на основе песни Брюса Спрингстина «Дорожный полицейский» (англ. Highway Patrolman), главные роли исполнили Дэвид Морс, Вигго Мортенсен, Валерия Голино и Патрисия Аркетт. Фильм был показан впервые 20 сентября 1991 года в США. В том же году лента была номинирована на приз «Золотой леопард» на кинофестивале в Локарно.

## Сюжет
Фильм показывает историю двух братьев. Один из них, Джой Робертс — мелкий городской полицейский, он всегда спокоен и уравновешен; а другой, Фрэнк Робертс — бывший преступник с большими амбициями, возвращающийся с войны во Вьетнаме, всегда агрессивный и вспыльчивый.
Френк, возвращаясь с войны, появляется у своего брата Джоя и сообщает ему, что хочет начать новую жизнь, не связанную с преступным миром. Жена Джоя Мария не верит ему и относится к его обещанию скептически. Но Фрэнк решает всё-таки попробовать жить спокойно вместе со своей подругой Дороти, которая беременна от него. Внешне Фрэнк действительно пытается начать обычную жизнь и быть хорошим строителем и семьянином, но внутри это всё не приемлет и часто срывается на жену и окружающих. В тот момент, когда рождается его ребёнок, он убивает бармена и покидает город навсегда. Джой бросается его преследовать, но всё-таки решает дать брату уйти.
Название фильма происходит от истории, которая рассказывается в начале и конце фильма и задумана как абстрактная аналогия разворачивающихся событий: когда индеец получает сообщение, которое он должен донести и передать, он как бы перестаёт существовать и сам становится сообщением, рвущимся к цели. Фрэнк считает себя таким сообщением, презирает брата за то, что он смирился с разорением своей фермы и отказывается понимать его взгляд на жизнь.

## В ролях
- Дэвид Морс — Джой Робертс
- Вигго Мортенсен — Фрэнк Робертс
- Валерия Голино — Мария
- Патрисия Аркетт — Дороти
- Чарльз Бронсон — господин Робертс
- Сэнди Деннис — госпожа Робертс
- Деннис Хоппер — Цезарь (бармен)
- Бенисио дель Торо — Мигель

Фильм посвящён памяти Хэла Эшби, Фрэнка Бьянко и Джона Кассаветиса.

## Критика
На агрегаторе рецензий Rotten Tomatoes рейтинг одобрения составляет 74 % на основе 19 обзоров со средней оценкой 5,9 из 10. Роджер Эберт из Chicago Sun-Times дал фильму положительную рецензию, написав: «Джо и Фрэнк представляют не только две стороны мужественности в обществе, но и, возможно, две стороны собственного характера Шона Пенна».